# François Rossé
François Rossé est un compositeur, pianiste et improvisateur français, né en 1945.

## Biographie
Il étudie d'abord le piano puis l'analyse musicale et la composition. Il fut l'un des derniers élèves d'Olivier Messiaen au CNSMDP. Il étudie également auprès d'Ivo Malec et de Paul Méfano. Nommé professeur d'analyse au CNR de Bordeaux en 1974, il y rencontre Jean-Marie Londeix, qui l'incitera à écrire pour saxophones en utilisant les nouvelles techniques développées à cet instrument. Exploration qu'il étendra rapidement à tous les autres instruments de l'orchestre, voire les plus incongrus ou improbables (comme les camions de pompiers...).
Détenteur de plusieurs prix internationaux de composition (dont le Prix National de la SACEM 1994 pour l'ensemble de son œuvre), il est élevé au rang de Chevalier de l'Ordre des Arts et des Lettres, distinction qu'il se plaît à rapprocher de celle (obtenue la même année 1991) de "Maistre Dégustateur d'Aligot" de l'Amicale des Cantalès et des Buronniers des Monts d'Aubrac. Deux aspects significatifs d'un personnage haut en couleur, détenteur d'une science et d'un métier certains acquis à composer les 400 numéros d'Opus qu'on lui doit aujourd'hui, sensible en bon épicurien aux plaisirs de l'esprit comme à ceux du corps.
Improvisateur, il s'est produit auprès de musiciens français reconnus comme Beñat Achiary, Denis Badault, Bernard Lubat, Jean-Marc Padovani, Carlo Rizzo, Sylvain Kassap, Jean-Pierre Robert, Gérard Siracusa, Michel Etxekopar ou de conteurs comme René Martinez.
Il est également auteur de nombreux textes poétiques et théoriques en français et en allemand.
L'une de ses dernières créations était sur le thème de Jeanne d'Arc ECCE JOANNA, créé à Rouen en décembre 2008.
Il est l'un des cofondateurs du Groupe ICAR (Interprètes et Compositeurs d'Aquitaine pour la Recherche).

## Œuvres principales

### Piano et orgue
- Virgile (1977-13 min 45 s) éd. Billaudot
- Stalactites/echos (1980-11 min) 2 pianos
- Préludes (1er cahier) éd. Robert MARTIN
L'aube au-devant (1987-3 min) - Piano Center (1989-3 min) - Un nez dans le doigt du Levant (1989-4 min) - Gegenspiel (1994-3 min) - Steinliche Spiegelungen (1993-4 min) - Nihsi (1991-5 min)
- Préludes (2e cahier) éd. Robert MARTIN
Duo per Trio (1990-2 min) - Pick-Puck dance (1994-3 min) - Erosion Chromatique (1990-2 min) - Frisson de Bulle (1994-2 min) - Conjonction (1995-3 min) - Le vent d'un levant (1995-4 min 30 s)
- Préludes (3e cahier) éd. Robert MARTIN
Oust'b (1996-3 min) - Prélude au chant de l'être (1996-4 min) - Handgelöbnis (1997-4 min) - Ming (1998-5 min) - 11 Banzaï-s (Offe G'saat de Gaston Jung) (1998-4 min) - Griffe de Velours (1996-4 min)
- Sonates (1990-2000) éd. Robert MARTIN
1re sonate « l'Indienne » (1990-12 min) ; 2e sonate « fliesende Finger am Berg » (1991-11 min) ; 3e Sonate « Rhapsode antélunaire » (1991-10 min) ; 4e Sonate (1992-9 min) ; 5e Sonate « Wind und Wasser » (1995-9 min) ; 6e Sonate « Wesengesang » (1996-12 min) ; 7e Sonate (1998-8 min) ; 8e Sonate « para um bambu » 7 min
- 6 Études (1998-15 min) éd. Robert MARTIN—Innerlich—Translucide—Iron Voices—Ghost Scale Lure—Cordes vives—Eleven dance
- Sonates (1990-2000) éd. Robert MARTIN
1re sonate "l'Indienne" (1990-12 min) ; 2e sonate « fliesende Finger am Berg » (1991-11 min) ; 3e Sonate « Rhapsode antélunaire » (1991-10 min) ; 4e Sonate (1992-9 min) ; 5e Sonate « Wind und Wasser » (1995-9 min) ; 6e Sonate « Wesengesang » (1996-12 min) ; 7e Sonate (1998-8 min) ; 8e Sonate « para um bambu » 7 min
- Naelougmê' (1994-10 min) Orgue
- Objekt 89 (1994-8 min) Orgue
- Arcanes (1996-4 min) Orgue
- filigrane (1998-7 min) Orgue

### Cordes
- Wild Strings (2016-6 min), création du TrioPolycordes
- Variations sur (1983-6 min) Violoncelle ed. Billaudot
- Mica pour Camille (1985-4 min) Violoncelle ed. Robert MARTIN
- Cordée (1985-27 min) violon, alto, violoncelle ed. Q de T
- Corpus alto (1986-8 min) Alto ed. Durand
- Voix cordales (1987-12 min) quatuor à cordes ed. Robert MARTIN
- Terre… Terre… (1987-12 min) violon et bande électro-ac. et transf. en direct ed. Q de T
- L'arc fauve (1987-3 min) instrument à corde et à archet ed. Robert MARTIN
- Soupir cosmique (1987-8 min) 2 violons, alto ed. Robert MARTIN
- Révolutions (1988-21 min) trio à cordes solistes+ grand ensemble de cordes (vn, a, vcl, cb) ed. Robert MARTIN
- Orkhis (1990-8 min) 2 violoncelles ed. Robert MARTIN
- Omaggio (1991-4 min) Violon
- …Wie ein Hauch (1993-7 min) violon et alto ed. Q de T
- Terra e… (1995-3 min) Violon
- Fonte (1995-3 min) Violon
- Ombra veloce (1995-10 min) piano et quatuor à cordes ed. Q de T
- Arc de Lys et d'Ombre (1996-3 min) Violoncelle ed. Robert MARTIN
- PebeBo (1996-2 min) Violoncelle ed. Robert MARTIN
- Sables d'aurore (1996-3 min) Violoncelle ed. Robert MARTIN
- Acanthe sans raison… (1996-8 min) violoncelle et vielle à roue
- Kritz (1999-20 min) Basse de viole

Horizons/baroque -Tadzio/Afrique du Nord -Nocturne/Japon -Sève/Inde -Sendung/Celte
- Mélusine (1999-9 min) violon, alto, violoncelle

### Vents
- Le Frêne égaré (1978, 10 min) saxophone alto ed. Billaudot
- Spath (1981-14 min) 12 saxophones ed. Robert MARTIN
- Sonates en Arcs (1982 , 5 min/7 min) sax double et sax grave ed. Salabert
- Quartz 01 83 (1983- 12 min à 15 min) 3 saxophonistes (alto/sopranino, alto, alto/baryton) ed. Salabert
- Level (1983-16 min) flute à bec tenor, flûte en ut, saxophone alto, dispositif électro-acoustique ed. Q de T
- Mod'son 1 (1984 6 min) flûte en ut ed. Salabert
- Mod'son 7 (1985-13 min) 4 saxophonistes (soprano/alto, alto, tenor/alto, baryton/alto) ed. Durand
- Scrolling's Tones (1987 9 min) basson ed. Q de T
- Anchée (1987-17 min) hautbois, clarinette, saxophone (sop., alto, baryton), basson ed. Q de T
- Haleine lithique (1989 2 min) flûte ad libitum ed. Robert MARTIN
- O Yelp (1989-8 min 30 s) 3 saxophones (2 S., Bs ou CB) 1 camion de pompier soliste (4 klaxons/type américain) 9 camions de pompier tuttistes ed. Q de T
- K.R.P.T. (1990-17 min) trio de clarinettes+5tet de clarinettes+ensemble de clarinettes ed. Q de T
- Loch'Ozone'Off (1990 9 min) clarinette basse ed. Q de T
- Exorcisme (1990 5 min) flûte ad lib ed. Lemoine
- Ombritude (1990-6 min) flûte basse et clarinette basse
- Flagramente (1991-10 min) clarinette mib, cor de basset, clarinette basse ed. Q de T
- Oranges chromatiques (1992, 7 min) toutes Flûtes à bec ed. Robert MARTIN
- Arianna (1992 2 min) sax. Sopr. ed. Robert MARTIN
- Ost-Atem (1992, 14 min) sax tenor et disp. Electro-acoustique ed. Robert MARTIN
- Scriu numele tau (1992 4 min) sax. sopr. ed. Robert MARTIN
- In'Arno (1993-7 min) double quintette à vent ed. Robert MARTIN
- Masques aérophages (1994-13 min) trombone solo, récitant et 8 cuivres ed. Robert MARTIN
- Sea'bouch' (1994, 6 min) trompette ed. Questions de Temperaments
- Z'Loft (1994, 7 min) clarinette sib ed. Misterioso
- Kiwu : o'Kiw (1994-7 min) 2 flûtes en ut, 1 flûte alto, 1 flûte basse ed. Q de T
- Strosaxburi (1994-12 min) 2 saxophones tenors et bande ed. Robert MARTIN
- Shamgh' (1994-9 min) flûte, hautbois, clarinette, basson, cor ed. Q de T
- Liminaire (1996, 4 min) Flûte à bec tenor ed. les cahiers du Tourdion
- Flötlinge (1996-7 min) flûte à bec basse, flûte en sol ed. "Les cahiers du Tourdion"
- Kotoko Uha ! (1997, 3 min) flûte en ut ou en sol ed. Q de T
- Rohrlinge (1997-8 min) clarinette basse et sax. baryton ed. Q de T
- Ximix (1997-3 min) 2 sax. soprano ed. Robert MARTIN
- S'fiirlaawe (1998, 6 min) Flûte à bec tenor ed. les cahiers du Tourdion
- Spootwend (1998-6 min) 2 flûtes, 2 clarinettes, 2 saxophones alto ed. Q de T
- Clansy (1998-5 min) sax. alto et clarinette édition Vents de Sax
- Maryland Bass (1995/99, 7 min) sax. Basse ed. Robert MARTIN
- Gunu (1999, 3 min) toutes flûtes Ed. Q de T
- Ixa (1999, 6 min) sax. sopr.
- Masques 1999 4 min Trombone ed. Robert MARTIN (Guy Ferrand)
- Sloc (2000, 5 min) basson ed. Q de T

### Voix (avec ou sans instruments)
- Jeu en Prose II (1982-10 min) voix de soprano, hautbois, clavecin ed. Q de T
- Atemkreis (1988-7 min) voix de soprano et saxophone baryton ed. "Les cahiers du Tourdion"
- Oem (1988-22 min) voix de soprano et 6 instruments
- Aoah' (1990-16 min) voix de soprano, clar/clar basse, 2 pianos, vcl
- Mond'hammer Duft (1991-15 min) voix d'alto, flûte en sol, guitare, alto, percussion ed. Q de T
- Pierre des Vents (1994-15 min) voix de sopr., flûte (ut, sol), sax. (ten, baryton), piano ed. Robert MARTIN
- Fleur de Parole (1994- 4 min) voix féminine ed. Q de T
- Our (1995-12 min) voix de soprano, 5 instruments baroques
- Reflets dans l'O (1995-5 min) voix de soprano et piano ed. Q de T
- Escarpements (1995-16 min) voix de mezzo, flûte en sol, percussions ed. Q de T
- Chants d'Instant (1995-20 min) quatuor vocal (S.A.T.B.) et piano
- Une Fureur pâle (1996-10 min) voix d'alto et piano ed. Q de T
- Helicon (1997-7 min) voix de contralto et flûte alto ed. Q de T
- Ambres futures (1997- 8 min) voix de mezzo et bande e.a. ed. Q de T
- Chromatiques diurnes (1997-13 min) voix de mezzo, flûte et piano ed. Q de T
- 7 Chants pour le soir d'un errant (1997-22 min) voix de mezzo-soprano et 5 instruments ed. Robert MARTIN
- À l'ombre d'un jour (1998- 4 min) voix d'alto ed. Q de T
- 7 chants pour les âmes mouillées (1999-8 min) voix féminine ed. Robert MARTIN
- Froid, dur, azur… (2000-8 min) voix de contralto, clarinette (sib, basse), piano
- Ohrgänger (2000-8 min) voix de mezzo, flûte à bec (tenor/contrebasse), flûte basse
- Cris de cerise (2000-10 min) voix de contralto et 5 instruments ed. Robert MARTIN

### Divers instruments, diverses combinaisons
- Esharp (1982-8 min) accordéon de concert et violoncelle
- Mod'Son 2 (1984-7 min) flute en ut et guitare ed. Lemoine
- Mod'son 3 (1984-6 min) accordéon de concert ed. Durand
- Mod'son 5 (1984-9 min) flûte, alto et harpe ed. Billaudot
- Mod'son 6 (1984-8 min) flûte en sol et violoncelle éd. Lemoine
- Etki en Droutzy (1985-13 min) sax (sopr., basse ou baryton), perc ed. Robert MARTIN
- Es war einmal… (1990-7 min) trompette et violoncelle ed. Q de T
- Zembrocordal (1990-6 min 30 s) guitare et violoncelle ed. "de Plein Vent"
- Kamaïas' (1990-8 min) alto et piano ed. Q de T
- Impromptu 0990 (1990-6 min) flûte, alto, guitare ed. Robert MARTIN
- Digitales Guitare ed. Robert MARTIN
- Corail (1990- 4 min) Guitare
- Impromptu (1990- 3 min) Guitare
- Ephémère (1990- 3 min) Guitare
- Un poco oasis di anima (1990-3 min) Guitare
- Fabd' (1990-3 min) Guitare
- Solvant (1990-3 min) Guitare
- Pour un végétal qui sonne (1990- 8 min) marimba (5 octaves) et bande ed. Q de T
- Orcail (1991-2 min) Guitare ed. Q de T
- For a little hot quaint time (1991-8 min) 2 hautbois, clavecin, guitare ed. Q de T
- La Lance du Souvenant (1991-7 min) flûte à bec basse et guitare (scordatura), ed. Robert MARTIN
- Für ein Sandkörnchen von Osten (1991-10 min) flûte en sol et percussion
- Intangibles (1992-11 min) 6 percussionnistes ed. Q de T
- Sea'balo (1992-2 min) clavecin moderne 2 claviers ed. les cahiers du tourdion
- Cseallox (1993-9 min) saxophone baryton et violoncelle ed. Bärenreiter
- Rheinsam (1993-9 min) clarinette sib/basse, alto, piano ed. "Les cahiers du Tourdion"
- …Lunaire d'une septième nuit… (1994- 17 min) perc. solo ed. Q de T
- …Salvador por casualidad… (1994-14 min) fl (ut et basse), sax basse, percussion, piano, dispositif e.a. ed. Robert MARTIN
- Antonio por casualidad… (1995-10 min) flute (ut, sol, basse), clarinette sib, piano, violon, violoncelle ed. Robert MARTIN
- Altorch' (1995- 2 min) Percussions ed. Robert MARTIN
- Silence for a disturbed yell (1995-8 min) saxophone baryton et piano ed. Robert MARTIN
- Lù (1996-6 min) trompette et piano ed. Q de T
- For ever… (1997-6 min) clarinette basse et accordéon ed. Q de T
- Kuerga'pstirion (1997-8 min) guitare et percussion
- Sonate pour un étranger… (1997-10 min) violoncelle et piano ed. Robert MARTIN
- Sonate "sotto orizzonte per credere" (1997-11 min) violon et piano ed. Robert MARTIN
- Croix de Sonate (1997-10 min) flûte, alto, piano ed. Q de T
- Fiirische Stille (1998-8 min) violon et guitare ed. Q de T
- Alba (1998-8 min) flûte basse et piano (préparé) ed Robert MARTIN
- Jonction (1999-7 min) sax alto et piano ed. Billaudot
- Eng'klung (1999-10 min) violon, violoncelle, piano ed. Q de T
- Trio Seûl (1999-6 min) flute, violoncelle, saxophone alto édition Vent de Sax
- Seven shows for a reptily eight (1999-15 min) fl (sol, basse), cl (sib, basse, contrebasse), harpe, percussions ed. Misterioso
- Sceptral (2000-7 min) flûte en sol, saxophone alto, percussion, piano préparé
- Simorgh (2000-10 min) harpe et clarinette basse
- ¨El' Eneh (2000-7 min) Harpe
- Sherbrooke (2000-5 min) Harpe celtique ed. Q de T
- Ez' ram (2001-2 min) Mandoline ed. Q de T
- Loan (2001-10 min) saxophone, piano, violoncelle
- Sillon (2001-8 min) saxophone tenor, cymbalum, violoncelle

### Ensembles (avec ou sans solistes)
- Triangle pour un souffle (1981-11 min) saxophone alto solo, orch. à cordes ed. Billaudot
- Bachflüssigkeit (1984-19 min) 15 instruments. ed. Billaudot
- Paléochrome (1988-22 min) alto solo, 8 vents 4 percussions ed. Q de T
- In quanto a l'opus 61 (1990-16 min) piano solo, 12 instruments ed. Billaudot
- Lianes (1991-11 min) marimba solo, orch. à cordes
- Platonium (1993-15 min) 17 instruments ed. Robert MARTIN
- F to B (1994-14 min) cor solo et 13 instruments ed. Robert MARTIN
- Aedvaem' (1994-8 min) 7 instruments ed. Q de T
- Schraubsam (1994-14 min) 2 pianos principaux, 14 instruments ed. Robert MARTIN
- Es muss… (1999-11 min) 7 instruments ed. Q de T
- Waaij (1999-15 min) saxophone solo(soprano, tenor, basse), 14 instruments
- Lignium (2000-8 min) marimba et violon solistes, orchestre à cordes ed. Robert MARTIN

### Orchestre(s) avec ou sans solistes
- D'Zitt laase (1998-17 min) trio improvisateur (piano, perc, cb) et orchestre ed. Robert MARTIN
- Force de Gris (1993-14 min) orchestre ed. Robert MARTIN
- Ivy (1993-7 min) Orchestre ed. Robert MARTIN
- Ost (1992- 32 min) violon, piano, clarinette basse, contrebasse et orchestre
- Silberschlange (1991-23 min) voix de sopr. coloratur, orchestre ed. Q de T
- Wend'reng (1998-22 min) voix de soprano, trombone solo, guitare basse solo, piano en improvisation, orchestre d'harmonie ed. Robert MARTIN
- Wümme (2000-5 min) orchestre symphonique ed. Q de T
- Schun a mol (2010) orchestre d'harmonie et piano en improvisation - création pour le 110e anniversaire de l'Orchestre d'Harmonie de Dannemarie (68210) - Dir. Jérôme Schreiber

### Chœurs (avec ou sans instruments), opéra
- Poem : epifan (1979-12 min) 12 voix de femmes et 8 voix d'hommes
Ce fut le sixième jour (1983-14 min) chœur mixte et ens. instr. (fl, cl, vn, vcl, perc)
- Hydr'opus (1985-23 min) 6 percussionnistes et 5 groupes vocaux
- Zungquell (1994-8 min) ensemble vocal mixte
- Cinq post'esquisses à Mahler (1994-20 min) chœur mixte
- Kolok (1994-15 min) voix de femme, récitant, 2 groupes vocaux (enfants), percussion, contrebasse ed. Q de T
- Simplicius (1996-1h30 min) opéra en 2 actes (20 scènes) texte de Gaston Jung - 1 voix de tenor, 2 voix de baryton, 1 voix de baryton basse, 1 voix de femme ; figurants femmes (6 à 10) figurants hommes (6 à 8) ; groupe vocal femmes (8 à 12), groupe vocal hommes (8 à 12), ensemble de 21 instruments
- Sept mirages à perte de vie (1997-35 min) ens. vocal à 12 voix, flûte, saxophone, piano, perc, vcl et basse électrique
- Tropes (1997-15 min) chœur mixte et 15 instruments ed. Robert MARTIN
- Benedicite (1998-9 min) voix de mezzo-soprano, groupe de voix de basse, 2 récitants, chœur à 3 voix égales
- Antwort (einer Skulptur) (1999-7 min) Soprano solo, récitant, instrument monodique, piano improvisation et chœur mixte

## Discographie sélective
- Parolium - Jean-Michel Goury, Ensemble Apollinaire... (2000, Erol) (OCLC 690476710)
Le Frêne égaré (sax), Parolium (récitant, fl, sax, piano, contrebasse), Kotoko Uha, Gunu (flûte), Ximix (2 sax), Noces digitales (piano préparé), Osti-texturo (Trio Cinégraph's : impro sax, piano, cb), Triangle pour un souffle (sax et orch. à cordes)
- Por casualidad… - Ensemble Proxima Centauri (janvier 1997, MFA) (OCLC 658769857 et 837929912)
Cseallox (sax, vc), Reflets dans l'O (soprano/piano), Salvador por casualidad (fl, sax, piano, perc, disp. e.a.) Ost-Atem (sax. disp. e.a.), 5e sonate (piano), Pierre des vents (soprano, fl, sax, piano)
- Six digitales pour guitare seule - François Rossé / Patrick Ruby (1994, Quantum/distr. Studio SM) (OCLC 658612868)
6 digitales (guitare), Zembrocordal (vc, gt), Lance du Souvenant (fl.à bec, gt), Impromptu 0990 (fl, va, gt), For a little hot quaint time (2 hbt, clav., gt)

## Liens contextuels
- Musique contemporaine